# الطريق السريع 95 (السعودية)
الطريق السريع 95 أو طريق أبو حدرية هو واحدٌ من أهم الطرق في المنطقة الشرقية من المملكة العربية السعودية وقد تم افتتاحه في 26 نوفمبر 1980 في عهد الملك خالد بن عبد العزيز. يمتد الطريق من الجنوب إلى الشمال، فيبدأ جنوباً من منفذ البطحاء على الحدود مع دولة الإمارات العربية المتحدة ويمتد بعد ذلك شمالاً حتى يصل لمنفذ الخفجي على الحدود مع دولة الكويت، يوفر الطريق أيضًا الوصول إلى جسر الملك فهد الذي يربط البحرين بالمملكة العربية السعودية. تكثر حركة النقل الثقيل مثل الشاحنات على هذا الطريق لكثرة المشاريع النفطية والتعدينية ولوجود مناطق صناعية ضخمة يخدمها هذا الطريق كما وأنه يُستخدم كطريق رئيسي لنقل البضائع بين دول الخليج. يمتد الطريق على طول حوالي 646 كيلومتر، ويعد معبرًا مهما لسكان المنطقة وأيضًا لسكان دول الخليج العربي. تمت إنارة الجزء المحاذي لمدينة الدمام لاحقاً حتى يصل لتقاطع الطريق المتجه لمطار الملك فهد الدولي شمالًا وإلى تقاطع طريق بقيق الأحساء جنوبًا.

## التاريخ
تم بناؤه في البداية من قبل مشروع مشترك بين شركة "Entreprise Jean Lefebvre" الفرنسية وعدة شركاء سعوديين، وقد تم افتتاحه في 26 نوفمبر 1980.

## الوصف
المسار الدقيق للطريق غير واضح تمامًا، فوفقًا لبعض الخرائط، يمتد الطريق السريع من جسر الملك فهد على الحدود مع البحرين إلى الخفجي، بينما تُظهر خرائط أخرى بداية الطريق على الحدود مع دولة الإمارات العربية المتحدة. المسار الأول يبلغ طوله حوالي 350 كيلومترًا، بينما يبلغ طول المسار الثاني ضعف ذلك تقريبًا.

### الخيار الجنوبي
يبدأ الطريق جنبًا إلى جنب مع الطريق السريع 10 على الحدود مع دولة الإمارات العربية المتحدة، حيث يستمر الطريق E11 على الجانب الإماراتي إلى أبو ظبي ودبي. هنا، يكون الطريق السريع 95 عبارة عن طريق سريع بمسارين في كل اتجاه ويتجه شمالًا غربًا، على طول جزء من الخليج العربي، ثم جنوب قطر. يوفر طريقان جانبيان الوصول إلى قطر باتجاه الدوحة. ثم يستمر الطريق السريع إلى الهفوف.

### البحرين - الكويت
يبدأ الطريق السريع 95 من جسر الملك فهد على الحدود مع البحرين. جسر الملك فهد هو جسر طويل يمتد عبر الخليج العربي إلى مملكة البحرين. يشكل الطريق السريع بعد ذلك الطريق الالتفافي للمدن الساحلية الدمام والمنامة والخبر. يتكون الطريق السريع من 3 إلى 4 مسارات في كل اتجاه ويتقاطع مع الطريق السريع 40 القادم من الرياض. ثم يمتد الطريق السريع على طول الخليج العربي شمالًا، مع 3 مسارات في كل اتجاه خارج المنطقة الحضرية. عند أبو حدرية، ينحرف الطريق السريع 85 إلى الشمال الغربي من السعودية. ثم يتكون الطريق السريع من مسارين في كل اتجاه ويستمر حتى الحدود مع الكويت عند الخفجي. على الجانب الكويتي، يستمر الطريق 40 إلى مدينة الكويت.

## التسمية
شعبيًا سُمي بطريق أبو حدرية نسبة لرجل حمل ذات اللقب، لأنه حَدَّر إلى المنطقة، أي نزل فيها، وأصبحت معروفة بلقبه.[بحاجة لمصدر]